# Bilal Ekşi
Bilal Ekşi  (né en 1968 à Rize, Turquie ) est le directeur général de Turkish Airlines ,

## Biographie
Diplômé en ingénierie électronique et des communications de l'Université technique de Yildiz, (en Turquie), Bilal Eksi est nommé directeur général de Turkish Airlines par le directoire de la compagnie, à la suite de la démission de Temel Kotil.
Entré comme ingénieur en électronique et en communication aux chemins de fer nationaux turcs, Bilal Eksi y a occupé le poste de directeur d'atelier d'Istanbul Ulasim A.S.
En 2003, il est embauché par Turkish Airlines au poste chef des ateliers de réfection. Durant les deux années passées dans cette fonction, il a chapeauté un service destiné à la maintenance des moteurs, des trains d'atterrissage et des autres matériels des avions de la compagnie. Il est ensuite nommé directeur des opérations au sol de Turkish Airlines, où il pilote l'optimisation de la ponctualité des départs. De 2008 à 2009, il exerce en qualité de directeur de la production de Turkish Airlines, avant de prendre la direction générale de la filiale Cyprus Turkish Airlines, jusqu'en 2010.
En 2010 et 2011, Bilal Eksi occupe les fonctions de directeur général adjoint de Turkish Engine Center (TEC), une coentreprise créée par Pratt & Whitney, le fabricant de moteurs américain, et Turkish Technic Inc..
Après avoir quitté TEC, il a pris la direction générale de l'aviation civile chez Turkish Airlines pendant cinq ans.

## Travail
Ingénieur en électronique et en communication aux Chemins de fer nationaux turcs.Directeur d'atelier à Istanbul Ulasim A.S.
- 2003-2005 : chef des ateliers de réfection à Turkish Airlines[7]
- 2005-2008 : directeur des opérations au sol de Turkish Airlines[8].
- 2008-09 : directeur de la production de Turkish Airlines[9].
- 2009-10 : directeur général de Cyprus Turkish Airlines[10].
- 2010-11 : directeur général adjoint de Turkish Engine Center[11].
- 2011-16 : directeur général de l'Aviation civile chez Turkish Airlines.